# DAZ Studio
 Daz Studio — это программное приложение, разработанное и бесплатно распространяемое Daz 3D. Daz Studio — это приложение для создания и рендеринга 3D-сцен, которое используется для создания изображений и видео. Рендеринг можно выполнить, используя либо движок рендеринга 3Delight, либо движок рендеринга Iray, которые поставляются бесплатно вместе с Daz Studio, либо с помощью разнообразных приобретаемых плагинов движка рендеринга для Daz Studio от различных поставщиков и компаний.
Daz Studio также поддерживает импорт и экспорт различных форматов файлов для 3D-объектов и анимаций, что позволяет использовать другой 3D-контент в Daz Studio, а также извлекать контент из Daz Studio для использования в других 3D-приложениях. 
Daz Studio доступна бесплатно, но требуется регистрация.  Версия 1.0 была выпущена осенью 2005 года.  До версии 1.7 данный продукт был официально известен как DAZ | Studio. 1 февраля 2012 года DAZ 3D Inc. объявила, что будет раздавать DAZ Studio Pro бесплатно. 
В 2017 году Daz 3D также начал предлагать Hexagon и Daz Studio вместе бесплатно, добавив тем самым в Daz Studio возможности 3D-моделирования. 

## Технология Genesis
Одно из основных различий между Daz Studio и другими программными приложениями, такими как Poser, заключается в том, что Daz 3D также включает поддержку различных поколений технологии «Genesis», которая используется в качестве основы для человеческих фигур. 
У Daz 3D было много версий человеческих фигур и персонажей, но в 2011 году они начали существенные изменения в базовой технологии. Вместо того, чтобы каждая фигура создавалась индивидуально, Daz 3D перешел на свою платформу Genesis, в которой фигуры были получены как морфы из базовой сетки. Два ключевых различия, которые создала эта технология, заключались в следующем: способность персонажей смешиваться в огромное разнообразие форм, и так как все эти формы были получены из общей основы, дополнительный контент, такой как одежда, волосы и дополнительные морфы, будет не только работать со всеми персонажами, но и может меняться вместе с персонажами. 
Платформа Genesis прошла несколько версий с момента запуска в 2011 году: 

### Genesis 2
Одним из недостатков платформы Genesis было то, что, хотя она позволяла чрезвычайно гибко изменять форму персонажей и одежду, она также смягчала некоторые элементы того, что делало мужскую или женскую фигуру уникальной. Genesis 2 изменил это, разделив базовую фигуру Genesis на две отдельные базовые фигуры: Genesis 2 Мужчина и Genesis 2 Женщина. 

### Genesis 3
Вплоть до Genesis 3 фигуры Genesis использовали TriAx Weight Maps, где многие другие отраслевые платформы использовали Dual Quaternion. Это изменилось в Genesis 3, чтобы позволить 3D-фигурам Daz быть более совместимыми с другими программными платформами 3D, а также с платформами разработки игр. 

### Genesis 8
Переход в именовании версий из Genesis 3 в Genesis 8 был призван устранить путаницу в соглашениях об именах. Хотя Genesis достигла своей четвертой версии, большинство флагманских персонажей Daz 3D теперь были в своих восьми версиях. Чтобы избежать путаницы с Викторией 8 (Victoria 8) и Михаилом 8 (Michael 8), как персонажами Genesis 4, Daz 3D изменил версию Genesis, чтобы соответствовать версиям персонажей. 
Genesis 8 также включает в себя значительные изменения в обратной совместимости фигуры с предыдущими поколениями и их содержанием, а также сгибания суставов и мышц, сгибания и выражения лица. 

## История и обзор
DAZ Studio позволяет пользователям манипулировать «готовыми к использованию» моделями и фигурами, а также другим поддерживающим 3D-контентом. Он предназначен для пользователей, которые заинтересованы в изображении человеческих и нечеловеческих фигур для иллюстраций и анимации. Он был создан как альтернатива Poser, ведущему в отрасли программному обеспечению, используемому для манипулирования персонажами и рендеринга. Daz 3D начал свою бизнес-модель, продавая 3D-модели людей (и нескольких не-людей), а также раздавая несколько наиболее популярных базовых моделей время от времени бесплатно, а также одежду и аксессуары для них, и все эти модели были созданы для использования в Poser. В конечном итоге Daz создала собственное программное обеспечение для работы с персонажами и решила распространять его бесплатно (изначально только базовая версия, но в конечном итоге даже «профессиональная» версия). Первоначально Daz Studio обрабатывал те же форматы файлов, что и Poser, но в конечном итоге Daz представил специфичные для Daz Studio символы и форматы файлов (хотя они также представили свой импортер файлов DSON, чтобы сделать возможным импорт персонажей Daz Studio в Poser). 
DAZ 3D следует «бизнес-модели бритвы и лезвий». DAZ Studio — бесплатная базовая программа-«бритва» с необходимыми функциями для создания изображений и анимации, а другие функции вынесены в плагины-«лезвия». Плагины, которые пользователь может добавить самостоятельно, как правило, коммерческие. Изначально можно было легко создавать новый контент в другой DAZ-программе — Carrara. Начиная с 2017 года, Daz 3D начал предлагать еще одну из своих программ, Hexagon, и распространять ее вместе с DAZ Studio. 
В октябре 2017 в Daz Studio были добавлены возможности dForce для бесплатного размещения. dForce — это физический движок, который программа Daz Studio использует для моделирования драпировки ткани под действием силы тяжести, ветра и столкновения с другими объектами.